# Космос-102
Космос-102 је један од преко 2400 совјетских вјештачких сателита лансираних у оквиру програма Космос.
Космос-102 је лансиран са космодрома Тјуратам, Бајконур, СССР, 27. децембра 1965. Ракета-носач Сојуз је поставила сателит у орбиту око планете Земље. 